# Rhamphomyia umbripennis
Rhamphomyia umbripennis là một loài ruồi, trong họ Empididae. Nó được tìm thấy ở hầu hết châu Âu, from Ireland phía đông đến Slovakia và from Fennoscandia phía nam đến Ý. In phần phía bắc của the range nó có ở Na Uy tới miền trung Nga.

## Hình ảnh

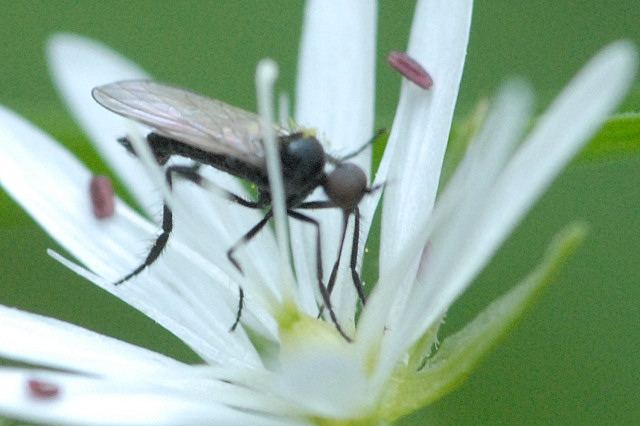
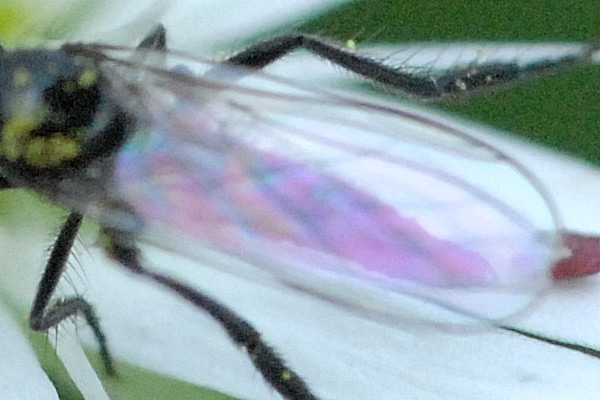